# 1988年ソウルオリンピックのセネガル選手団
1988年ソウルオリンピックのセネガル選手団（1988ねんソウルオリンピックのセネガルせんしゅだん）は、1988年9月17日から10月2日にかけて韓国のソウルで開催された1988年ソウルオリンピックのセネガル選手団、およびその競技結果。

## 概要
今大会は銀メダル1個を獲得した。
陸上男子400mハードルでアマドウ・ディア・バが銀メダルを獲得、セネガルにオリンピック初メダルをもたらした。

## メダル
| メダル | 選手名               | 競技 | 種目             |
| ------ | -------------------- | ---- | ---------------- |
| 銀     | アマドウ・ディア・バ | 陸上 | 男子400mハードル |